# Fashion History Museum
Il Fashion History Museum è un museo a Cambridge, Ontario, Canada, che racconta la storia della moda. È stata fondata nel 2004 da Jonathan Walford e Kenn Norman. Il museo è un'organizzazione di beneficenza senza scopo di lucro.

## Storia
Prima di fondare il Fashion History Museum, Jonathan Walford era stato il curatore e fondatore del Bata Shoe Museum. Walford, che ha anche scritto diversi libri sulla moda, collezionava capi di moda storici dagli anni '70, trovando pezzi di case d'asta, mercatini dell'usato e persino recuperando alcuni oggetti dalla spazzatura.
Walford è attualmente il direttore e curatore del museo. L'altro fondatore del museo, Kenn Norman, che ricopre il ruolo di presidente del consiglio del museo, ha una formazione in finanza, gestione dei progetti e design.

### Galleria Southworks
Per i primi dieci anni della sua esistenza, in mancanza di una galleria permanente, il museo ha creato mostre che hanno viaggiato in Canada e nel mondo, da Hong Kong al Bahrain. Un progetto pilota del museo, una galleria esposta in un centro commerciale di Cambridge, Ontario nel 2013, ha visto quasi 8000 visitatori nei quattro mesi e mezzo di apertura.

### Hespeler Post Office
Nel giugno 2015 il museo ha aperto in un ufficio postale di 3.000 piedi quadrati - aperto nel 1929 e poi dismesso - nell'ex città di Hespeler, ora un quartiere di Cambridge. Il museo ha conservato e restaurato i pavimenti originali in terrazzo veneziano e ha installato copie di lampadari antichi per l'illuminazione. Il pubblico ha finanziato un progetto di restauro dell'orologio sopra le porte d'ingresso, rendendo il museo adatto alla storia della città, un tempo centro di produzione tessile.

## Collezione
La collezione del museo comprende oltre 10.000 articoli che vanno da quella che potrebbe essere la più antica scarpa europea esistente indossata nel Nord America (risalente al 1660 circa, è stata presumibilmente indossata a Nuova Amsterdam), agli abiti del designer di Hollywood Adrian (Adolph Greenberg), alle borse degli anni '70 a base di pacchetti di sigarette.

## Mostre
Prima di creare l'attuale spazio della galleria, il museo ha organizzato mostre itineranti e fiere. Tra queste:

### Mostre
- Everyday Wear (punti salienti della collezione) - Museo civico guelfo (15 - 30 agosto 2009)
- Talkin 'Bout My Generation (moda anni '60) - Waterloo Region Children's Museum (giugno - settembre 2009)
- Everyday Wear (Daywear fashions 1820-1920) - Ball's Falls Center for Conservation (novembre 2009 - gennaio 2010)
- The Towering Art of the Shoe (scarpe a tacco alto 1780-1980) - New Town Plaza, Sha Tin, Cina (maggio 2010)
- Nuclear Fashion (pubblicità di moda 1946 - 1964) - Waterloo City Museum (maggio - settembre 2011)
- Winter Sports (fashion for sport 1880-1930) - Ball's Falls Center for Conservation (dicembre 2011)
- 12.12.12 in Three Centuries - Museo guelfo (21 gennaio - 10 marzo 2012)
- A Shoe Story (scarpe 1780-1980) - Manama Mall, Bahrain (23 maggio - 16 giugno 2012)
- 12.12.12 Life in Three Centuries - Markham Museum (22 settembre 2012 - 30 aprile 2013)
- Nuclear Fashion (pubblicità di moda 1946-1964) - Burlington Mueum (ottobre - dicembre 2012)
- Action! Sport, Film & Fashion - Grand River Film Festival, Cambridge (16 - 20 ottobre 2012)
- Paisley and Plaid: Recurring Patterns in Fashion - Southworks, Cambridge (27 luglio - 30 novembre 2013)
- Fashion for the Future: Acquisitions from the new millennium - Southworks, Cambridge (27 luglio - 15 settembre 2013)
- It's in the Bag: An Anthology of Purse Styles - Southworks, Cambridge (27 luglio - 22 dicembre 2013)
- Open Drawers: Recent acquisitions - Southworks, Cambridge (20 settembre - 22 dicembre 2013)
- MODO: Fashions of the 1960s - Southworks, Cambridge (5 – 22 dicembre 2013)
- Street Style: Fashions in Waterloo County 1853-1973 - Waterloo Region Museum (15 maggio - 10 gennaio 2013)

L'attuale spazio della galleria è stato inaugurato il 27 giugno 2015 con le seguenti mostre:
- Treasures from the Collection[8] (2015)
- Back to the Eighties[8] (2015)
- What to do with an old post office?[8] (2015)
- Punks and Posers: 1980s Portraits from New York and London[8] (2015)
- To Meet the Queen: What to Wear in the Presence of Royalty (2016)[10]
- Una storia di moda canadese: Pat McDonagh 1967–2014  (2016)
- Lanciami qualcosa, sorella? Muse, Mardi Gras e Glittered Shoes, a cura di Angela Brayham (2016)[11]
- Barbie's Boyfriend Ken: The Vintage Years 1961-1967, a cura di James Fowler (2016)[12]
- What I did on my Summer Vacation: Photographs by Walter Segers (2016)
- Tying the Knot: 200 Years of Wedding Attire (2016)[13]
- Brides Revisited: Wedding Photography 1870–1970 (2016)
- Wild and Rare: Fashion and Endangered Species, a cura di Lisa Cox (2016)[14]
- Dior: 1947-1962 (marzo - luglio 2017)[15]
- Fashioning Canada Since 1867 (marzo - dicembre 2017)[16][17]
- Jane Austen's World: 1792 - 1817 (luglio - dicembre 2017)[18]
- Then, Now, Next: Celebrating one hundred and fifty years of Canada’s contribution to the world of fashion (13 settembre - 27 ottobre 2017)[19]
- 101 Tales of Fashion (marzo - dicembre 2018)
- Made in France (marzo - dicembre 2019)

## Galleria d'immagini

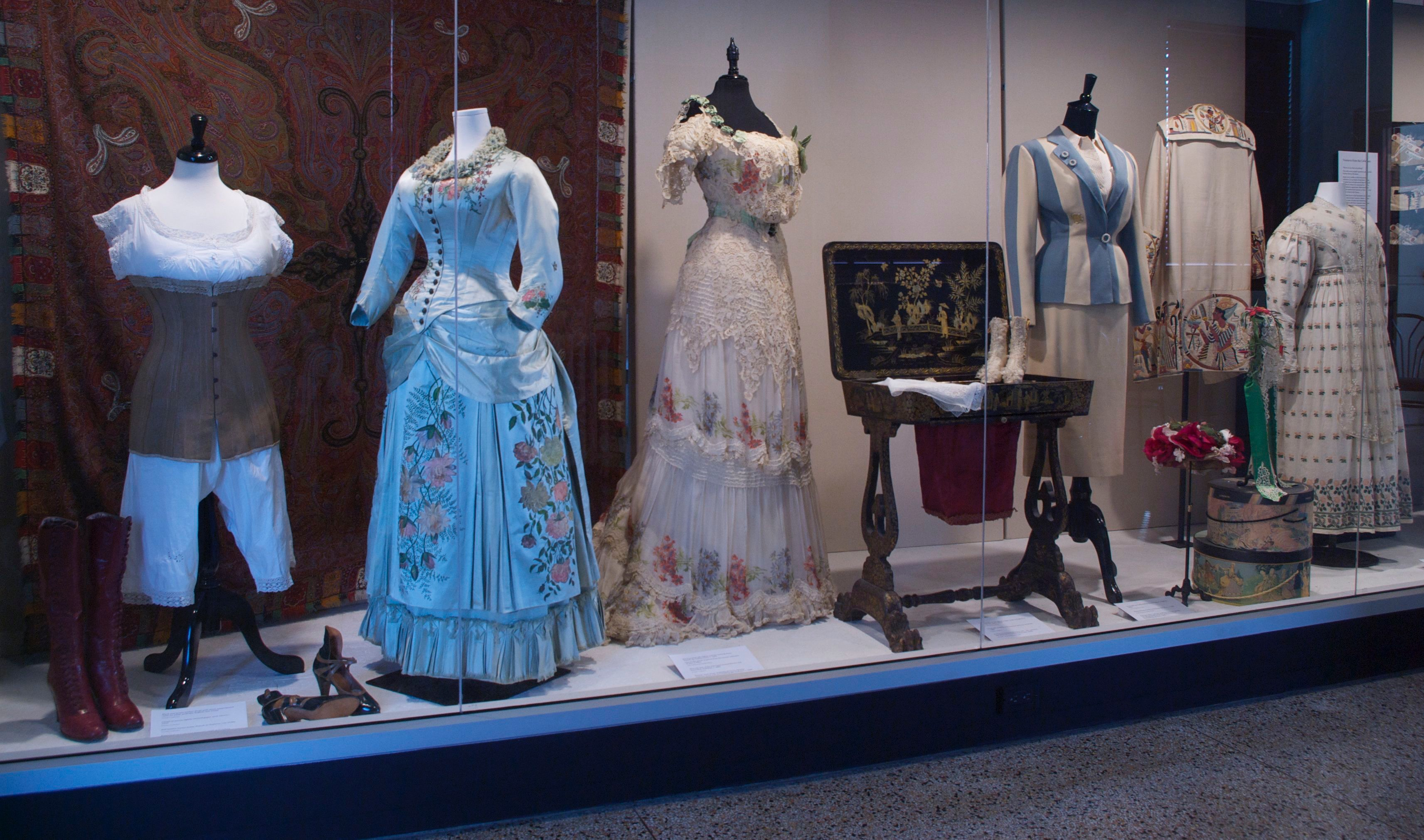
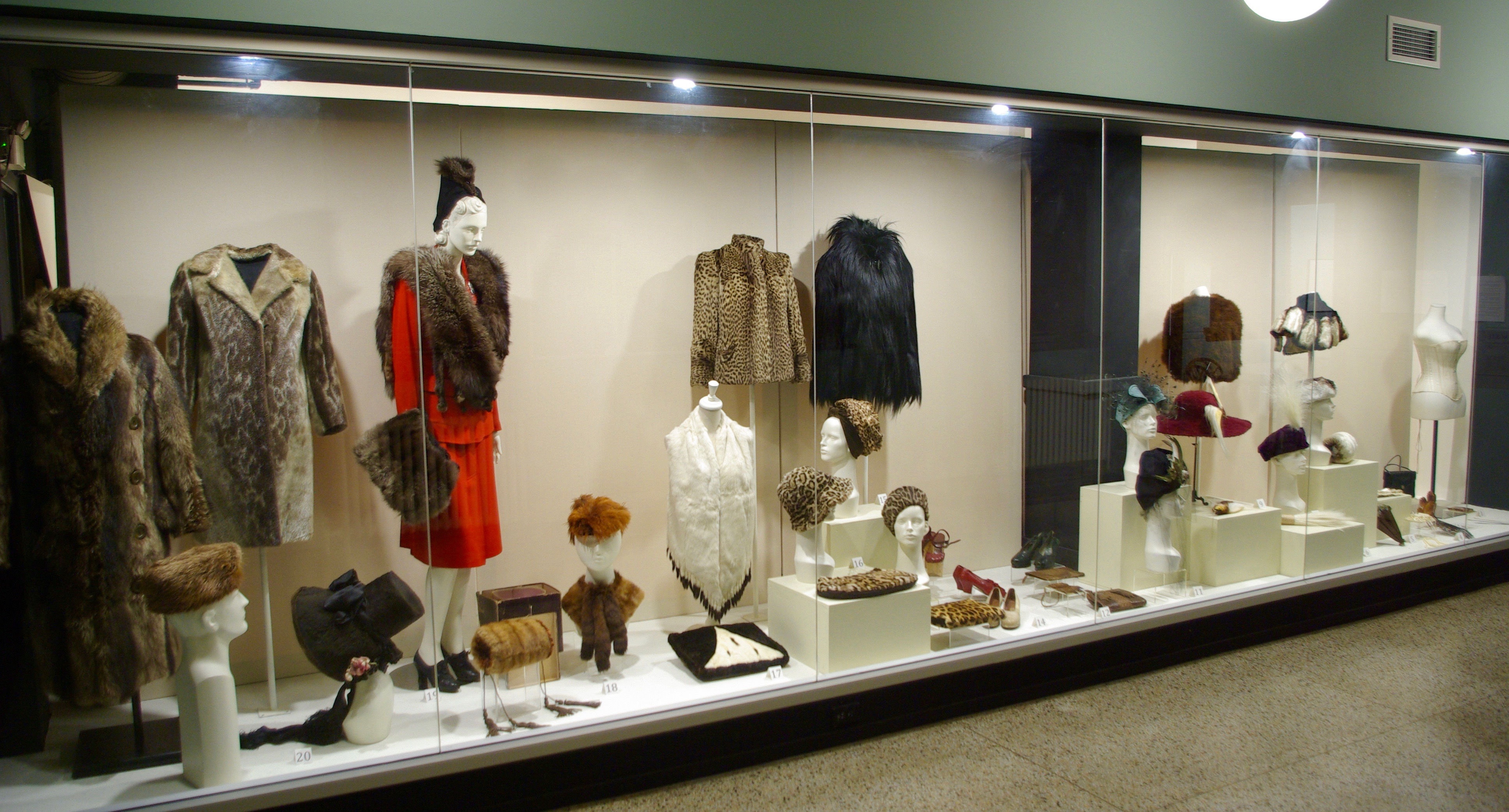
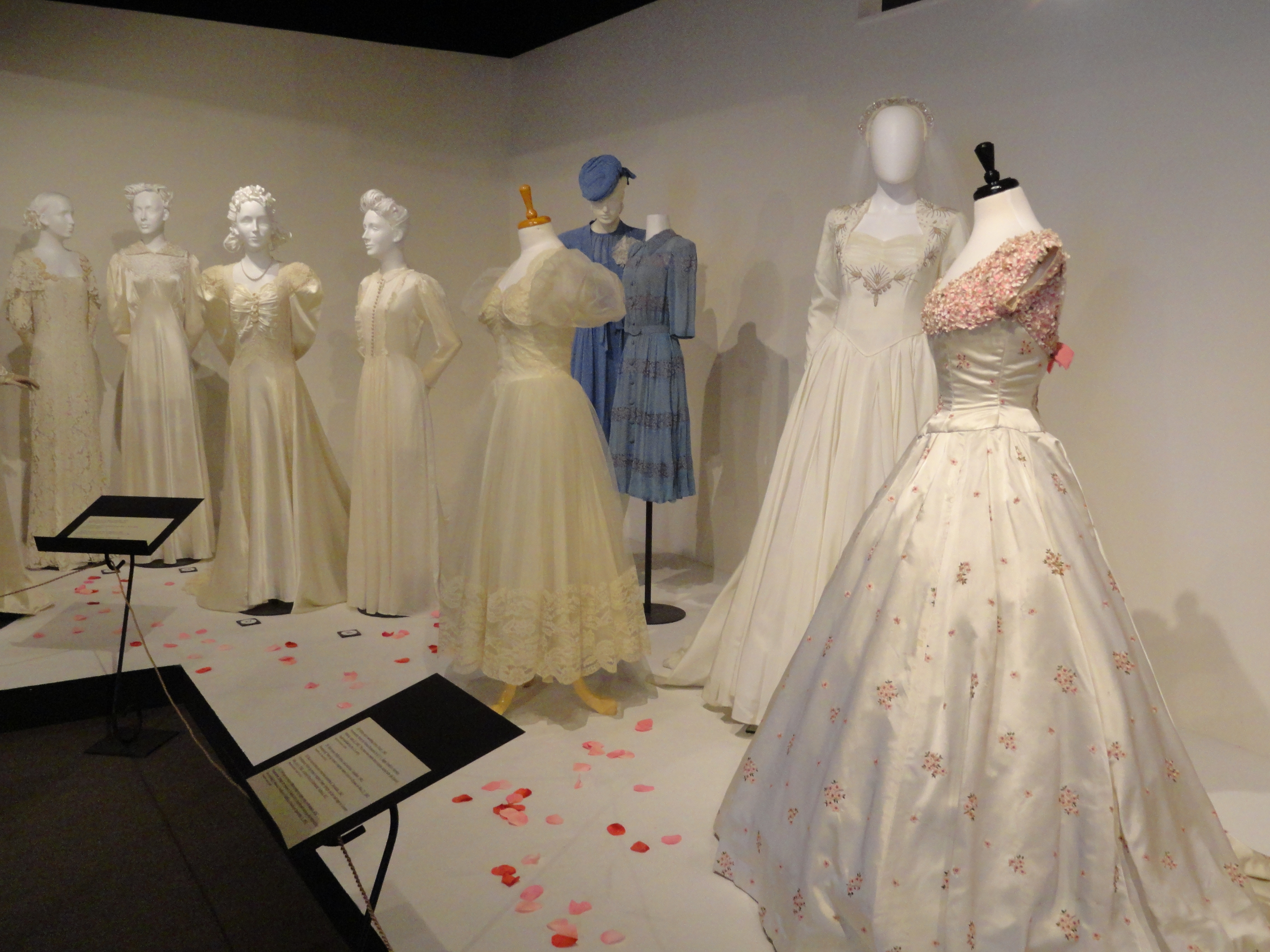
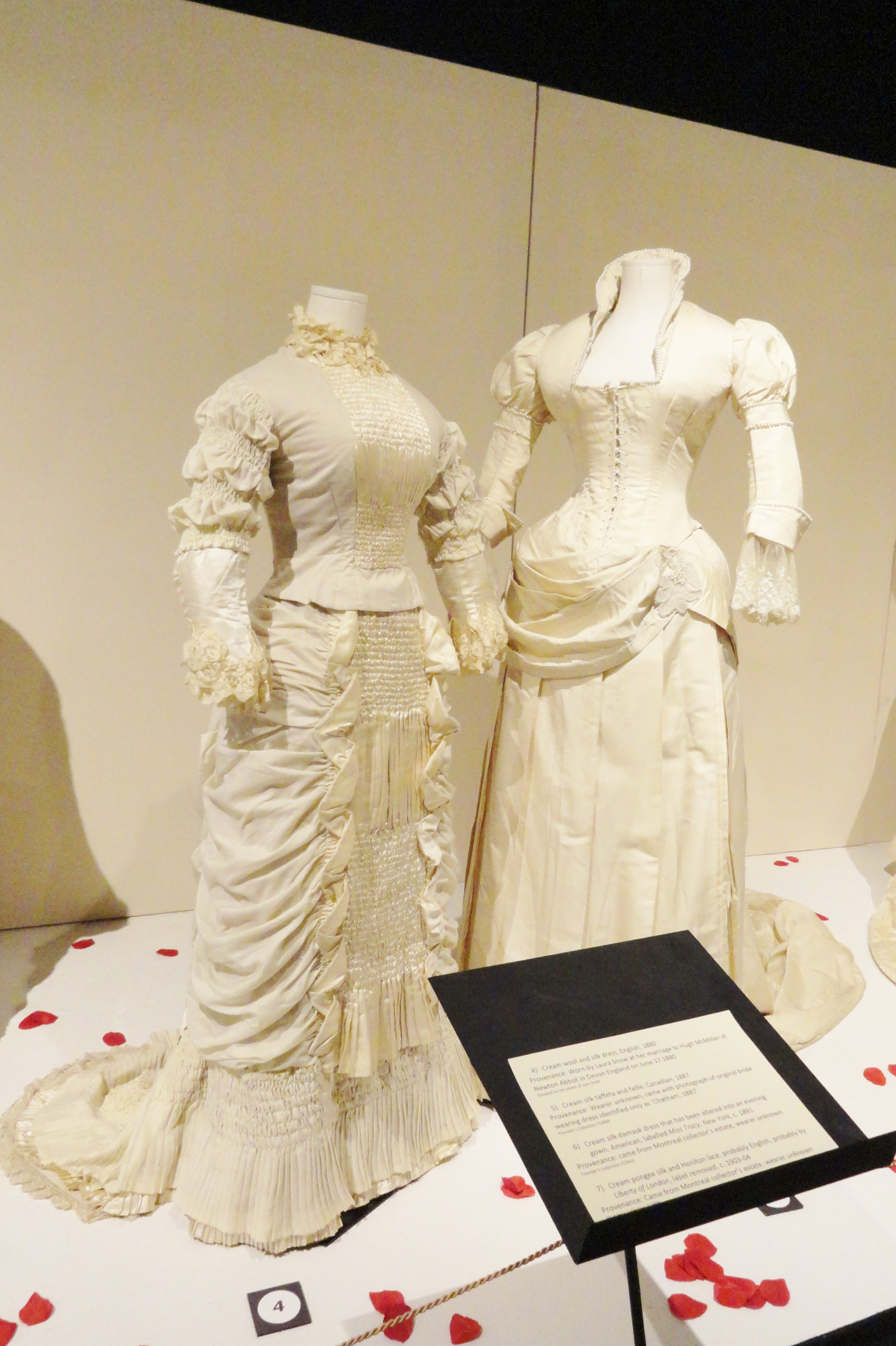
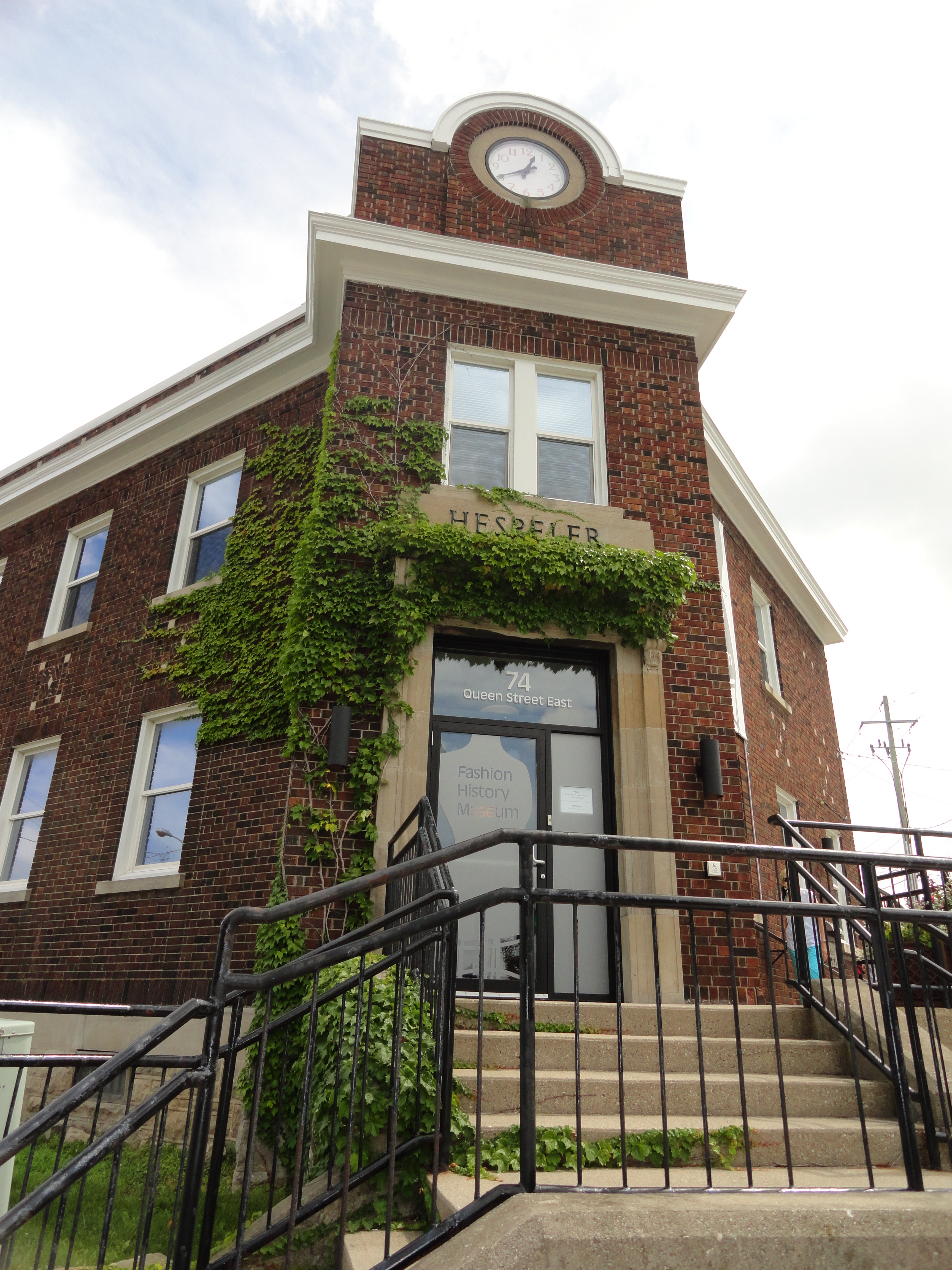
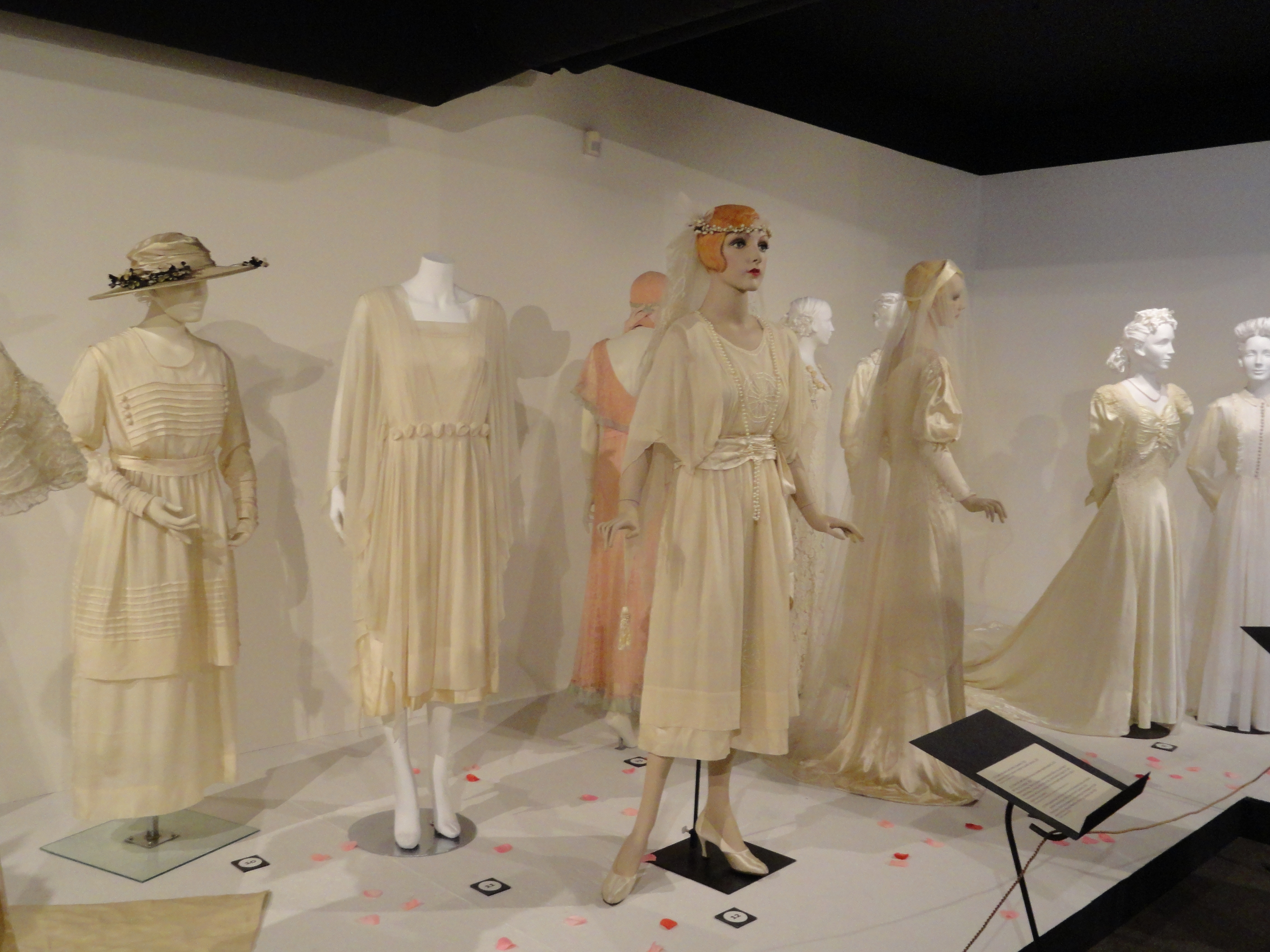
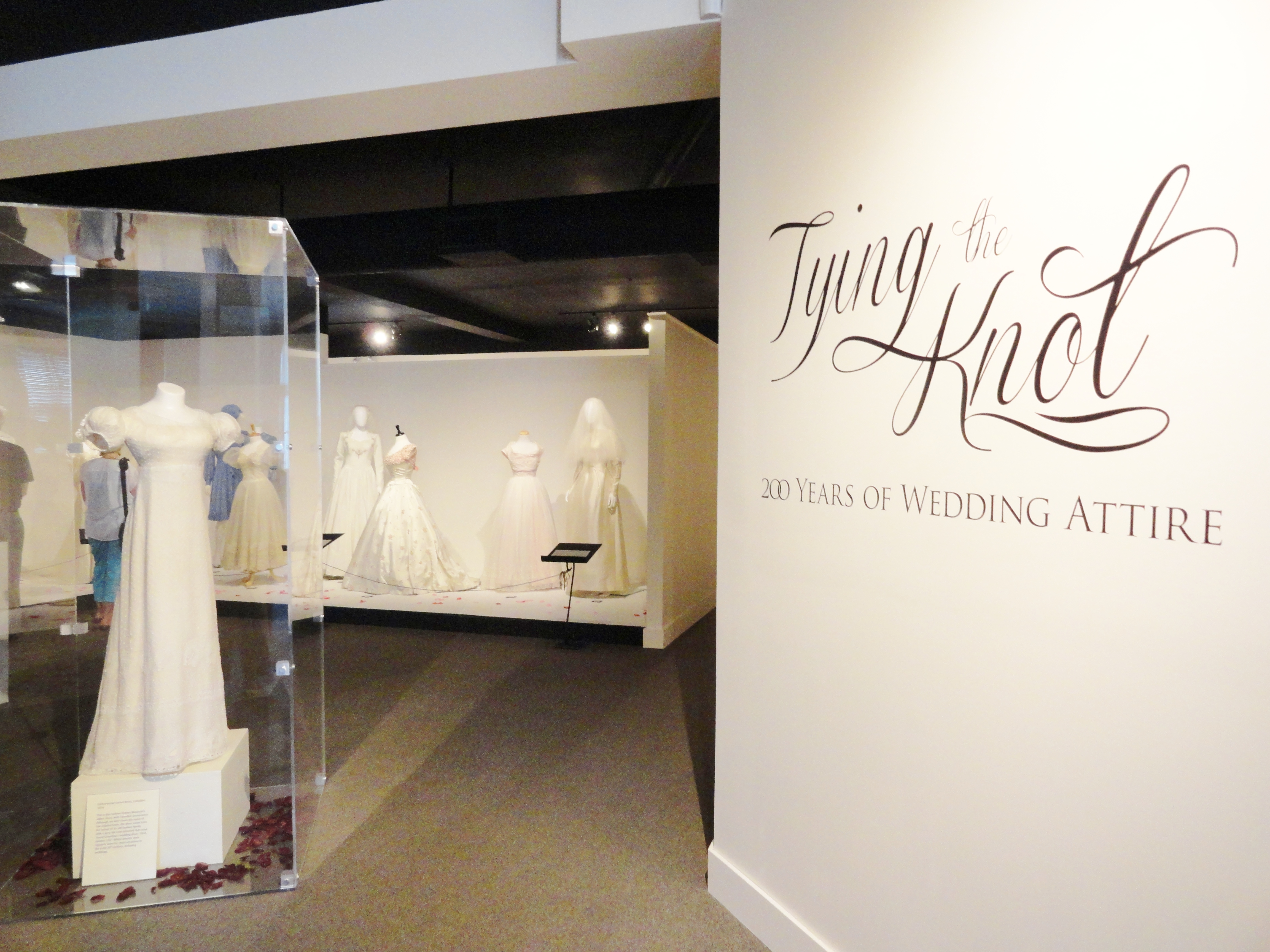
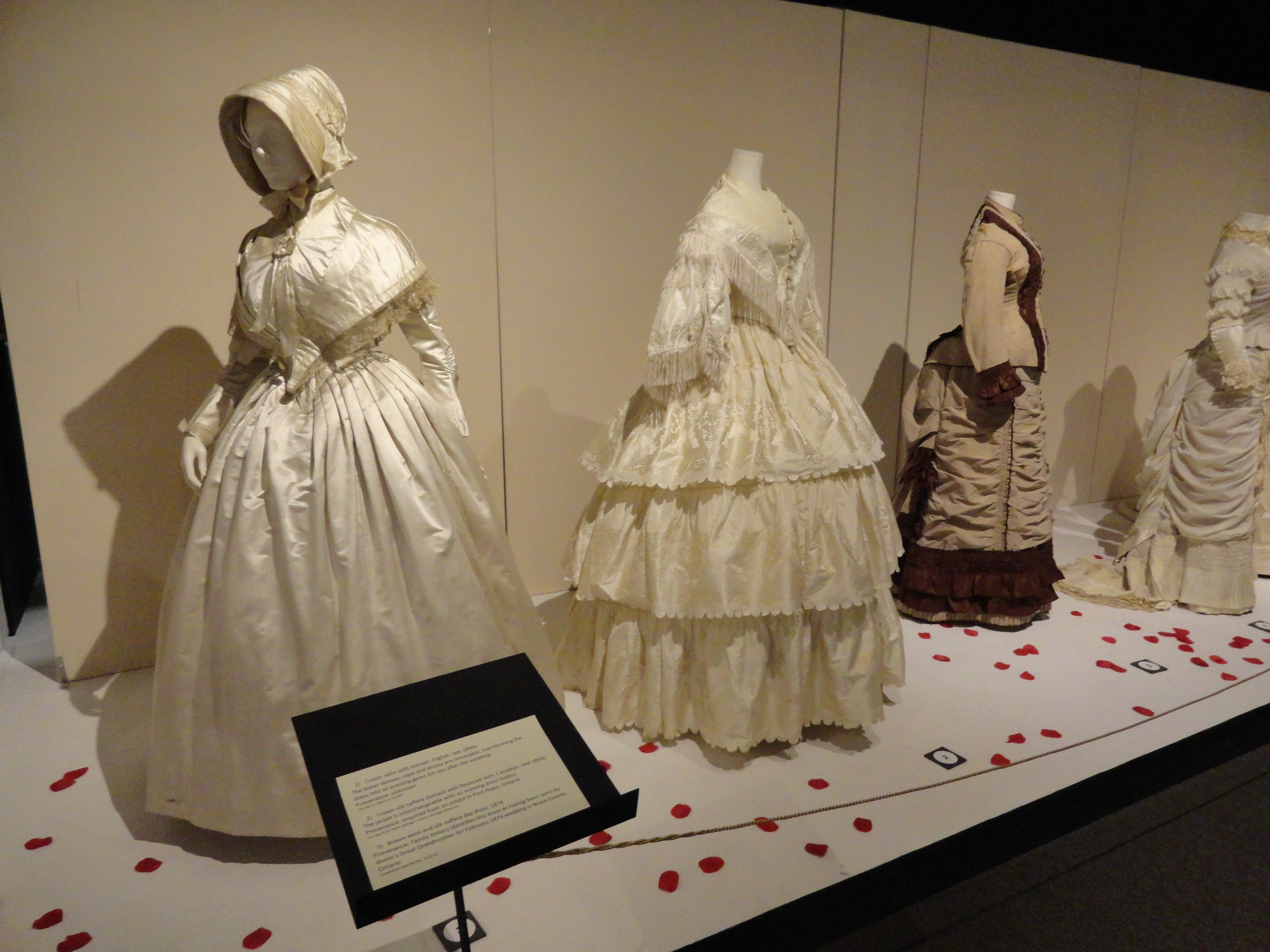
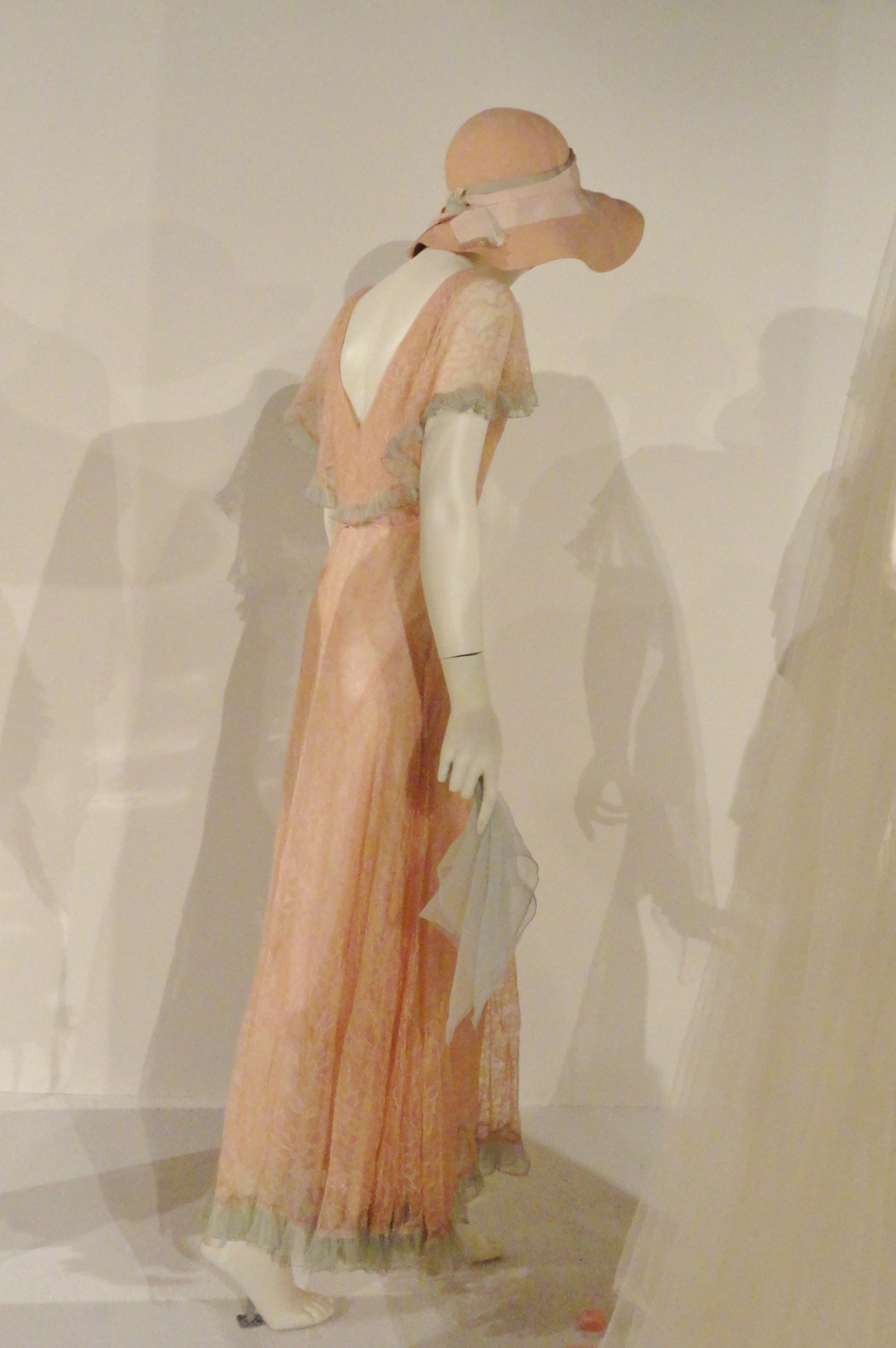